# Cadillac One

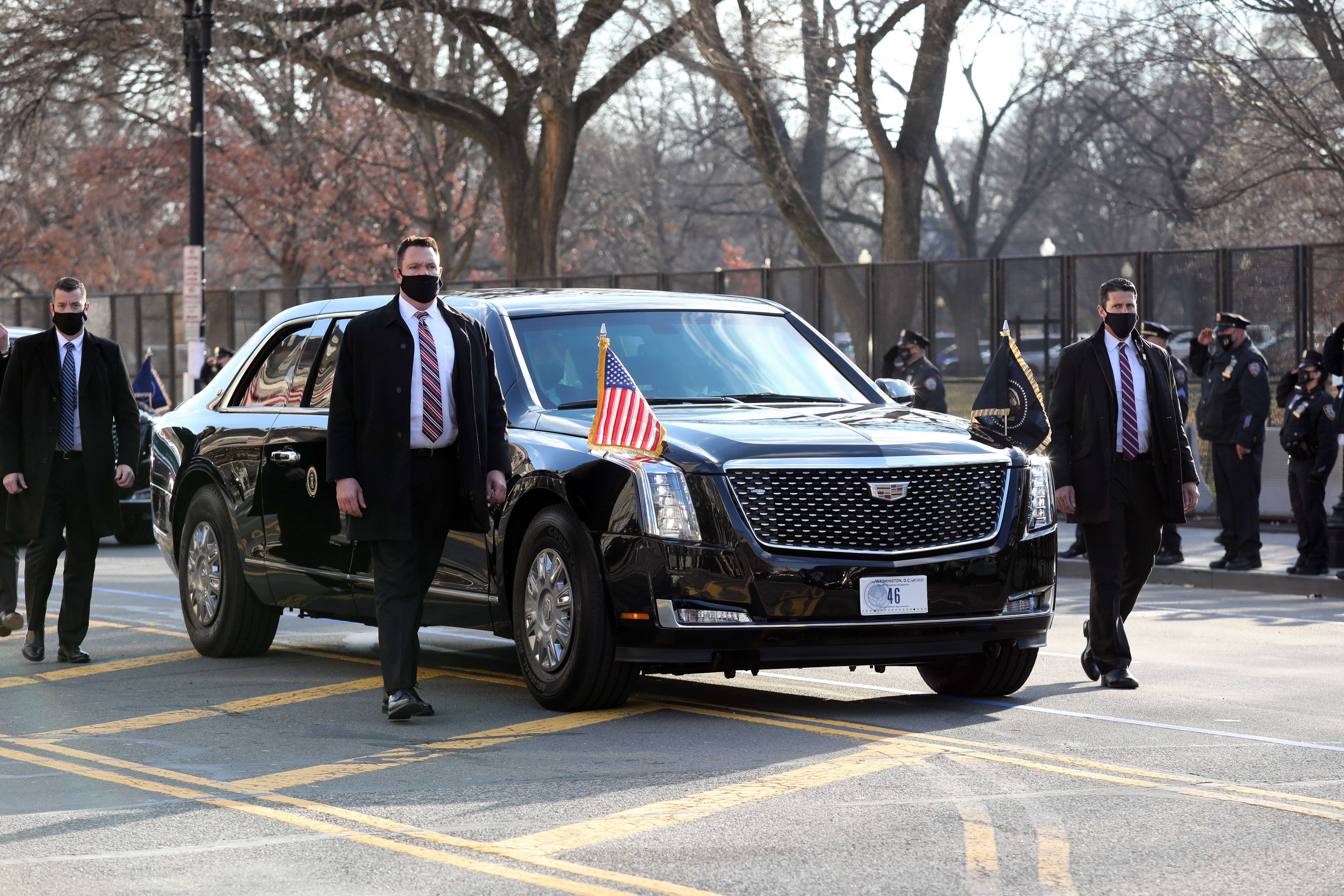
L'actuelle Cadillac One pendant l'investiture de Joe Biden en 2021.

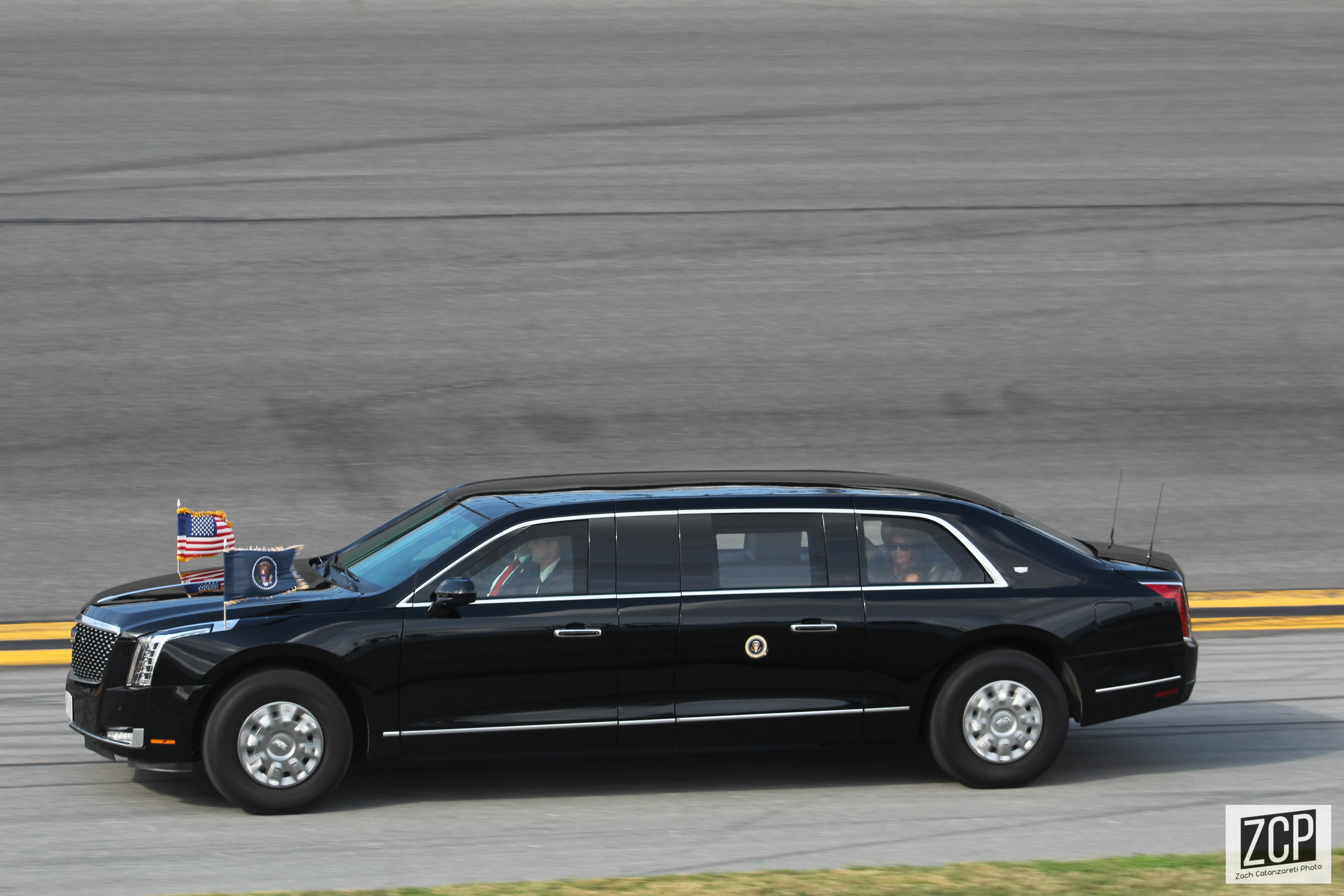
Vue de côté de l'actuelle Cadillac One avec sur la portière arrière le sceau du président des États-Unis.

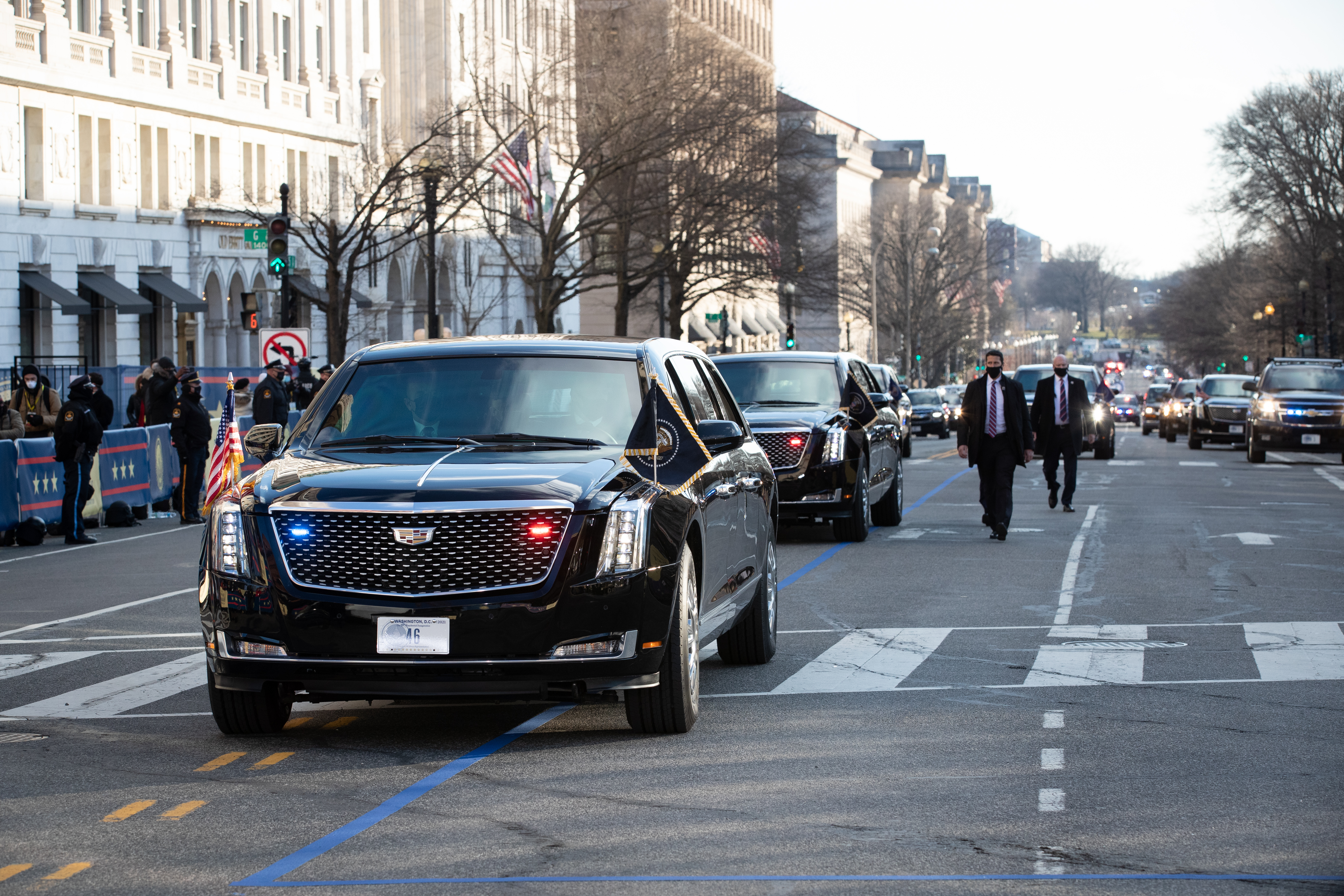
Première sortie publique du nouveau modèle (suivi par les deux anciens modèles Cadillac DTS de 2018) lors de l'investiture de Joe Biden sur Pennsylvania Avenue le 20 janvier 2021.

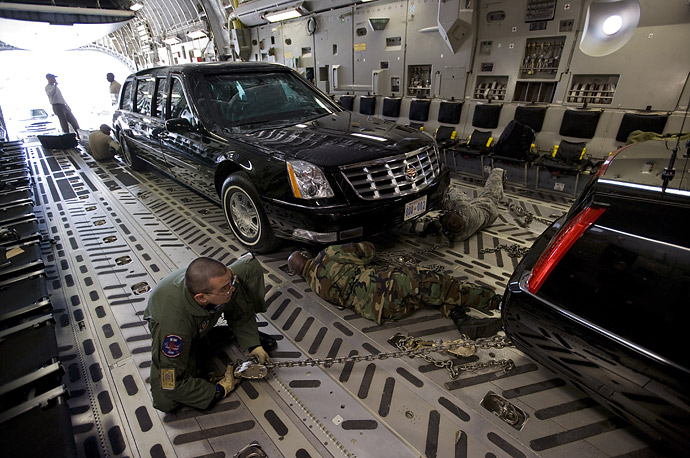
Deux limousines présidentielles Cadillac DTS 2005 arrimées à bord d'un avion de l'US Air Force.

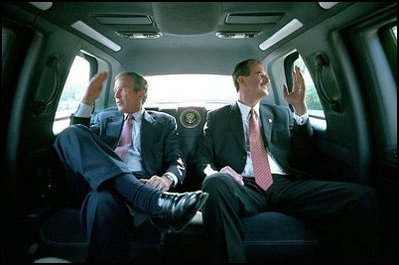
George W. Bush et le président mexicain Vicente Fox à bord de la Cadillac DeVille, le 6 septembre 2001.

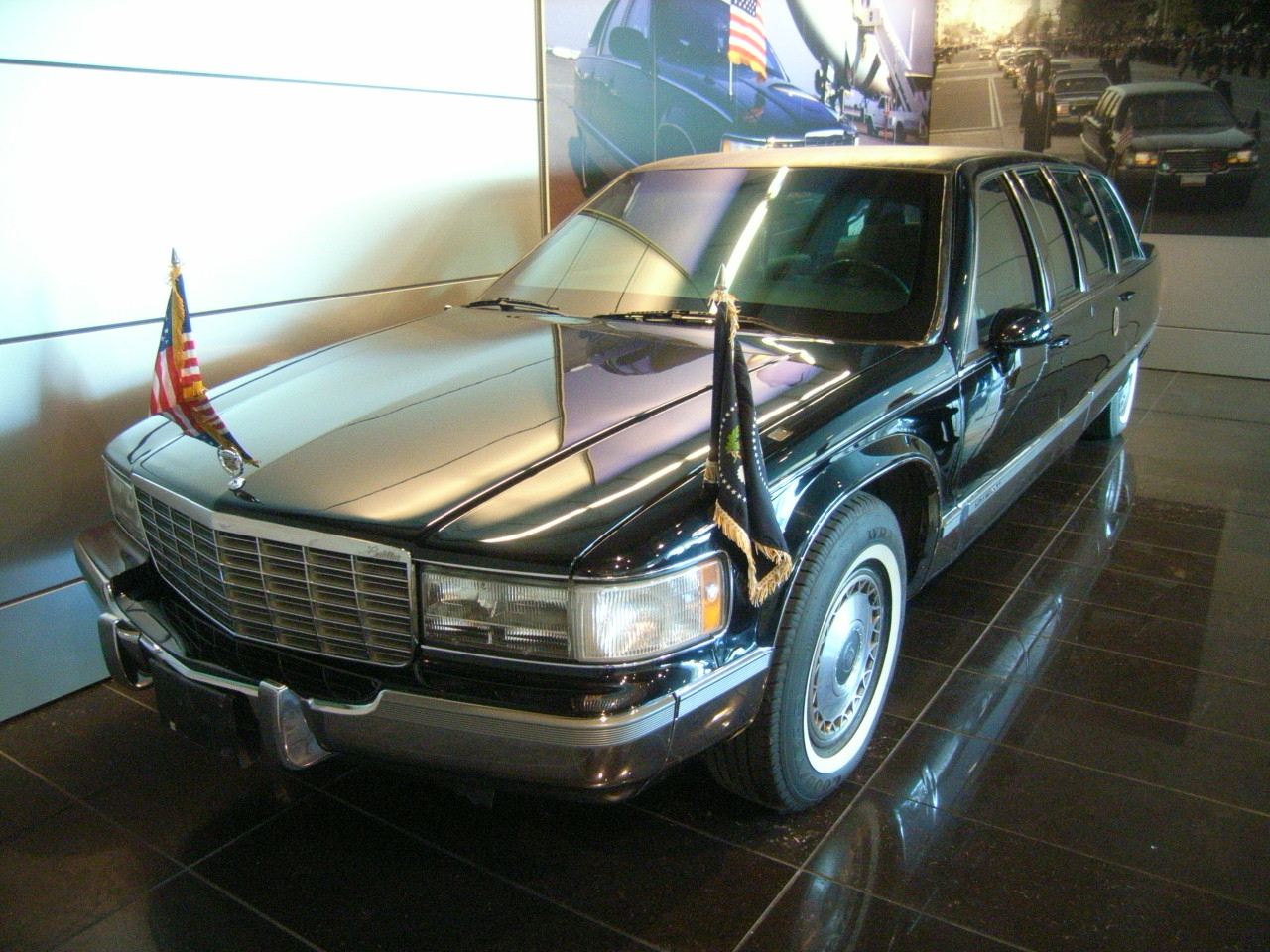
Modèle de 1993 exposé à la bibliothèque présidentielle de Bill Clinton à Little Rock.

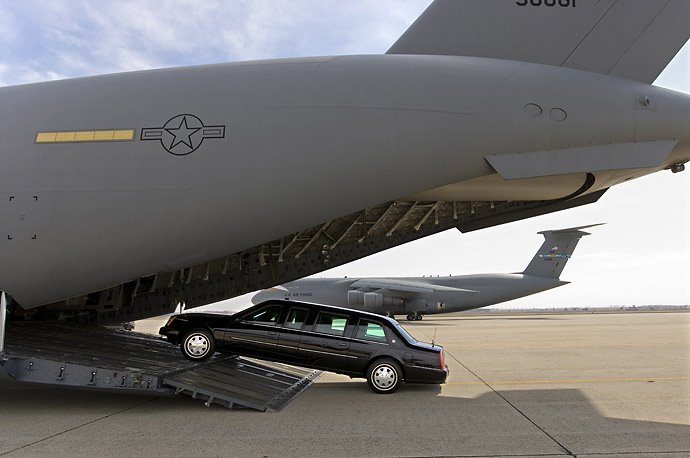
Chargement d'une Cadillac One.

Cadillac One désigne informellement la voiture présidentielle (en anglais : Presidential State Car) utilisée par le président des États-Unis. Elle est ainsi appelée par analogie à l'avion (Air Force One) et à l'hélicoptère (Marine One) qui servent au transport du président. Il s'agit traditionnellement d'une limousine Cadillac transformée.
Dans le langage populaire, outre Cadillac One, elle est également surnommée « Limousine One », « First Car » ou encore « The Beast ». Elle est aussi désignée sous le nom de code « Stagecoach ».

## Modèle actuel
Le modèle actuel est entré en service le 20 janvier 2009 pour l'investiture de Barack Obama comme 44e président des États-Unis. Selon General Motors, son constructeur, la 2009 Cadillac Presidential Limousine est la première à ne pas porter de nom.
Selon le Secret Service, agence fédérale chargée de la sécurité du président américain, « la sécurité de cette voiture et ses systèmes de communications codées en font le véhicule de protection le plus technologiquement avancé au monde. »
La plus grande partie des caractéristiques du véhicule est classée secret pour des raisons de sécurité.
De par sa masse de plus de 3,5 tonnes, estimée entre 6,8 et 9,1 tonnes, en Europe, elle entrerait dans la catégorie poids lourd. De fait, elle est construite sur un châssis de camion, celui du GMC Topkick propulsé par un moteur Diesel Duramax de 6,6 l, nouveau moteur de la gamme GM (la limousine a une consommation moyenne de 34 l aux 100 km). Le modèle est couvert par un blindage de type militaire de plus de 20 cm d'épaisseur sur les portes et 12,5 cm ailleurs. Les roues sont équipées de pneus Goodyear de 495 mm pouvant rouler à plat. L'intérieur du véhicule est protégé contre une attaque chimique ou biologique.
En raison de l'épaisseur et du blindage des vitres, peu de luminosité naturelle passe au travers ; un système produisant un halo de lumière est donc installé dans le pavillon.
Sept personnes dont le président peuvent trouver place dans le véhicule. Deux places se trouvent à l'avant avec une console de communication. Une glace sépare les deux places avant des cinq places arrière. Pour ces dernières, trois sièges font dos à la route et face aux deux autres sièges dont l'un est utilisé par le président. Ces deux sièges ont la possibilité de se déplier automatiquement. Un bureau repliable sépare les deux sièges. Du fait de l'épaisseur du blindage, la largeur intérieure du véhicule est relativement étroite pour une limousine.
Lors des déplacements aux États-Unis, le véhicule arbore les drapeaux américain et présidentiel qui sont éclairés par une lumière directionnelle montée sur les hampes. Quand le président est en visite d'État à l'étranger, le drapeau présidentiel est remplacé par le drapeau du pays hôte.
Les limousines et les autres véhicules du cortège sont transportés par les airs lors des déplacements présidentiels aux États-Unis ou à l'étranger par des avions cargo C-17 Globemaster III de l'US Air Force.
Le gouvernement américain utilise des limousines similaires pour ses visiteurs étrangers prestigieux, chef de gouvernement ou chef d'État.
Les Cadillac DTS de la White House Transportation Agency (WHTA) comprennent deux modèles :
1. Une version longue et très fortement blindée, correspondant au « standard présidentiel » ;
2. Une version plus courte et un peu moins blindée, correspondant au « standard gouvernemental ».

## Cortège présidentiel
Depuis 2001, chaque sortie automobile présidentielle se fait au sein d'un cortège comptant environ 45 véhicules ou motos. Alors que les limousines sont entretenues par le Secret Service pour le compte de la White House Transportation Agency (WHTA), les véhicules de support du convoi sont à la charge du bureau militaire de la Maison-Blanche (White House Military Office).
Parfois, le président circule dans un 4x4 SUV Chevrolet Suburban, dans une version très fortement blindée. Les SUV portent alors le sceau du président des États-Unis sur chaque flanc, ainsi que le drapeau des États-Unis et celui du président américain (lors des voyages sur le territoire américain) ou le drapeau du pays d'accueil (lors des voyages à l'étranger).

## Anciens modèles
On retrouve certaines voitures présidentielles dans des musées ou dans les bibliothèques présidentielles des anciens présidents qui les ont utilisées.
En 1983, l'administration Reagan reçut une limousine Cadillac Fleetwood. Ce véhicule fut utilisé pour la première fois en février 1983 lors de la parade d'anniversaire du président Ronald Reagan à Dixon (Illinois). C'était le dernier modèle GM équipé avec le Turbo Hydra-Matic 400 boîte automatique trois vitesses. Elle se trouve à la Ronald Reagan Presidential Library à Simi Valley en Californie. Le président George H. W. Bush utilisa une Lincoln Town Car 1989 modifiée. Elle était motorisée par un EFI V8 de 7,54 litres, moteur issu du gros camion pick-up Ford F-250 Heavy Duty et avec une boîte automatique quatre vitesses. Un exemplaire de cette voiture est exposé à la George Bush Presidential Library à College Station, Texas.
En 1993, une Cadillac Fleetwood Brougham série présidentielle fut livrée à l'administration Clinton. Elle ne disposait ni de toit ouvrant, ni de barre extérieure de maintien pour minimiser les menaces extérieures. Elle était entraînée par un moteur V8 Chevrolet de 7,4 litres accouplé à une boîte automatique quatre vitesses 4L80E, moteur repris du camion pick-up Chevrolet C2500. La voiture est exposée à la William Jefferson Clinton Presidential Library à Little Rock en Arkansas. Pour des raisons de sécurité, le véhicule exposé est verrouillé et la clé détenue par le Secret Service).
À ce jour (février 2009), c'est le dernier modèle exposé au public. Ces dernières années, le Secret Service, tant pour des raisons de secret de fabrication que le besoin de disposer de véhicules pour des tests, ne cède plus les anciennes voitures présidentielles. Elles sont soit détruites (mises à la casse ou utilisées comme cibles lors de tests d'armes ou d'explosifs), soit servent à l'entrainement des équipes.
Un nouveau modèle de limousine, Cadillac DeVille 2001, est livré à compter de fin 2000 (le président Clinton a utilisé le nouveau modèle avant l'arrivée de l'administration Bush), puis est refondu en 2005 en un modèle restylé correspondant à la nouvelle gamme Cadillac ; Cadillac DTS (DeVille Touring Sedan). Fabriquée sur mesure, cette Cadillac est une version blindée de la Cadillac DTS allongée construite sur une plateforme quatre roues motrices de GM. Le véhicule est aménagé par Centigon (anciennement O'Gara, Hess & Eisenhardt).
Du fait de l'épaisseur du blindage, la largeur intérieure des véhicules est assez faible pour leur taille. Le modèle Deville est utilisé pour la première fois pour un grand événement public le 20 janvier 2001 pour la première investiture de George W. Bush, tandis que la version DTS est utilisée pour la première fois en public lors de la parade de la seconde investiture de George W. Bush le 20 janvier 2005. Les quelques exemplaires de ce modèle sont toujours utilisés actuellement, conjointement au tout nouveau modèle de Cadillac présidentielle, inauguré en janvier 2009.